# Alpen Cup w biegach narciarskich 2022/2023
Alpen Cup w biegach narciarskich 2022/2023 to kolejna edycja tego cyklu zawodów. Rywalizacja rozpoczęła się 3 grudnia 2022 r. we włoskiej miejscowości Santa Caterina Valfurva, a zakończyła 19 marca 2023 r. we włoskim Dobbiaco.
Obrońcami tytułów byli: wśród kobiet Niemka Lisa Lohmann, natomiast wśród mężczyzn Francuz Théo Schely.
Nowymi zdobywcami pucharu zostali: wśród kobiet Niemka Helen Hoffmann, zaś wśród mężczyzn Francuz Julien Arnaud.

## Kalendarz i wyniki

### Kobiety
| Lp. | Data            | Miejscowość             | Dystans                              | 1. miejsce             | 2. miejsce         | 3. miejsce            |
| --- | --------------- | ----------------------- | ------------------------------------ | ---------------------- | ------------------ | --------------------- |
|     | 2 grudnia 2022  | Pragelato               | Sprint s. dowolnym (1.2 km)          | Odwołano               | Odwołano           | Odwołano              |
|     | 3 grudnia 2022  | Pragelato               | 10 km s. dowolnym (start masowy)     | Odwołano               | Odwołano           | Odwołano              |
|     | 4 grudnia 2022  | Pragelato               | 10 km s. klasycznym                  | Odwołano               | Odwołano           | Odwołano              |
| 1.  | 3 grudnia 2022  | Santa Caterina Valfurva | Sprint s. dowolnym                   | Federica Sanfilippo    | Lena Keck          | Anja Weber            |
| 2.  | 4 grudnia 2022  | Santa Caterina Valfurva | 10 km s. klasycznym                  | Martina Di Centa       | Juliette Ducordeau | Anikken Gjerde Alnæs  |
| 3.  | 17 grudnia 2022 | St. Ulrich am Pillersee | Sprint s. klasycznym (1.6 km)        | Désirée Steiner        | Mélissa Gal        | Barbora Antošová      |
| 4.  | 18 grudnia 2022 | St. Ulrich am Pillersee | 10 km s. dowolnym                    | Helen Hoffmann         | Kateřina Razýmová  | Mélissa Gal           |
| 5.  | 7 stycznia 2023 | Oberstdorf              | Sprint s. klasycznym (1.2 km)        | Coletta Rydzek         | Nadja Kälin        | Verena Veit           |
| 6.  | 8 stycznia 2023 | Oberstdorf              | 20 km s. klasycznym (start masowy)   | Nadja Kälin            | Lea Fischer        | Helen Hoffmann        |
|     | 8 stycznia 2023 | Oberstdorf              | 10 km s. dowolnym                    | Odwołano               | Odwołano           | Odwołano              |
| 7.  | 18 lutego 2023  | Campra                  | Sprint s. dowolnym (1.4 km)          | Clémence Didierlaurent | Lisa Lohmann       | Julie Pierrel         |
| 8.  | 19 lutego 2023  | Campra                  | 20 km s. klasycznym (start masowy)   | Lisa Lohmann           | Martina Bellini    | Germana Thannheimer   |
| 9.  | 4 marca 2023    | Prémanon                | 10 km s. dowolnym                    | Helen Hoffmann         | Lisa Lohmann       | Julie Pierrel         |
| 10. | 5 marca 2023    | Prémanon                | 10 km s. klasycznym (start masowy)   | Helen Hoffmann         | Verena Veit        | Eve-Ondine Duchaufour |
| 11. | 17 marca 2023   | Dobbiaco                | Sprint s. dowolnym (1.3 km)          | Anja Weber             | Helen Hoffmann     | Lena Keck             |
| 12. | 18 marca 2023   | Dobbiaco                | 10 km s. dowolnym                    | Helen Hoffmann         | Anja Weber         | Katherine Sauerbrey   |
| 13. | 19 marca 2023   | Dobbiaco                | 15 km s. klasycznym (bieg pościgowy) | Anja Weber             | Helen Hoffmann     | Katherine Sauerbrey   |

### Mężczyźni
| Lp. | Data            | Miejscowość             | Dystans                              | 1. miejsce             | 2. miejsce           | 3. miejsce             |
| --- | --------------- | ----------------------- | ------------------------------------ | ---------------------- | -------------------- | ---------------------- |
|     | 2 grudnia 2022  | Pragelato               | Sprint s. dowolnym (1.4 km)          | Odwołano               | Odwołano             | Odwołano               |
|     | 3 grudnia 2022  | Pragelato               | 10 km s. dowolnym (start masowy)     | Odwołano               | Odwołano             | Odwołano               |
|     | 4 grudnia 2022  | Pragelato               | 10 km s. klasycznym                  | Odwołano               | Odwołano             | Odwołano               |
| 1.  | 3 grudnia 2022  | Santa Caterina Valfurva | Sprint s. dowolnym                   | Simone Mocellini       | Mikael Abram         | Giacomo Gabrielli      |
| 2.  | 4 grudnia 2022  | Santa Caterina Valfurva | 10 km s. klasycznym                  | Dietmar Nöckler        | Oskar Kardin         | Johan Hoel             |
| 3.  | 17 grudnia 2022 | St. Ulrich am Pillersee | Sprint s. klasycznym (1.6 km)        | Luděk Šeller           | Ondřej Černý         | Julien Arnaud          |
| 4.  | 18 grudnia 2022 | St. Ulrich am Pillersee | 10 km s. dowolnym                    | Elia Barp              | Anian Sossau         | Sabin Coupat           |
| 5.  | 7 stycznia 2023 | Oberstdorf              | Sprint s. klasycznym (1.2 km)        | Simone Daprá           | Janik Riebli         | Jan Stölben            |
| 6.  | 8 stycznia 2023 | Oberstdorf              | 20 km s. klasycznym (start masowy)   | Simone Daprá           | Jan-Friedrich Doerks | Cédric Steiner         |
|     | 8 stycznia 2023 | Oberstdorf              | 10 km s. dowolnym                    | Odwołano               | Odwołano             | Odwołano               |
| 7.  | 18 lutego 2023  | Campra                  | Sprint s. dowolnym (1.6 km)          | Michael Hellweger      | Jan Stölben          | Arnaud Chautemps       |
| 8.  | 19 lutego 2023  | Campra                  | 20 km s. klasycznym (start masowy)   | Thomas Bing            | Florian Notz         | Rémi Bourdin           |
| 9.  | 4 marca 2023    | Prémanon                | 10 km s. dowolnym                    | Florian Notz           | Lorenzo Romano       | Antonin Savary         |
| 10. | 5 marca 2023    | Prémanon                | 10 km s. klasycznym (start masowy)   | Florian Notz           | Thomas Bing          | Rémi Bourdin           |
| 11. | 17 marca 2023   | Dobbiaco                | Sprint s. dowolnym (1.3 km)          | Giacomo Gabrielli      | Erwan Käser          | Riccardo Bernardi      |
| 12. | 18 marca 2023   | Dobbiaco                | 10 km s. dowolnym                    | Antonin Savary         | Lorenzo Romano       | Giandomenico Salvadori |
| 13. | 19 marca 2023   | Dobbiaco                | 15 km s. klasycznym (bieg pościgowy) | Giandomenico Salvadori | Julien Arnaud        | Luca Del Fabbro        |

## Klasyfikacje
| Lp. | Zawodniczka            | Punkty |
| --- | ---------------------- | ------ |
| 1.  | Helen Hoffmann         | 693    |
| 2.  | Anja Weber             | 446    |
| 3.  | Martina Bellini        | 399    |
| 4.  | Julie Pierrel          | 378    |
| 5.  | Clémence Didierlaurent | 357    |
| 6.  | Verena Veit            | 349    |
| 7.  | Germana Thannheimer    | 347    |
| 8.  | Mélissa Gal            | 342    |
| 9.  | Eve-Ondine Duchaufour  | 336    |
| 10. | Lisa Lohmann           | 289    |

| Lp. | Zawodnik       | Punkty |
| --- | -------------- | ------ |
| 1.  | Julien Arnaud  | 492    |
| 2.  | Thomas Bing    | 442    |
| 3.  | Rémi Bourdin   | 407    |
| 4.  | Giovanni Ticcò | 363    |
| 5.  | Mikael Abram   | 353    |
| 6.  | Antonin Savary | 313    |
| 7.  | Victor Lovera  | 305    |
| 8.  | Elia Barp      | 285    |
| 9.  | Fabrizio Poli  | 281    |
| 10. | Florian Notz   | 280    |

## Wyniki Polaków

### Kobiety
| Zawodniczka            | Santa Caterina Valfurva 03.12 (SP F) | Santa Caterina Valfurva 04.12 (10 km C) | St. Ulrich am Pillersee 17.12 (SP C) | St. Ulrich am Pillersee 18.12 (20 km F) | Oberstdorf 07.01 (SP C) | Oberstdorf 08.01 (20 km C) | Campra 18.02 (SP F) | Campra 19.02 (20 km C) | Prémanon 04.03 (10 km F) | Prémanon 05.03 (10 km C) | Dobbiaco 17.03 (SP F) | Dobbiaco 18.03 (10 km F) | Dobbiaco 19.03 (15 km C) |
| ---------------------- | ------------------------------------ | --------------------------------------- | ------------------------------------ | --------------------------------------- | ----------------------- | -------------------------- | ------------------- | ---------------------- | ------------------------ | ------------------------ | --------------------- | ------------------------ | ------------------------ |
| Karolina Kaleta        | –                                    | –                                       | 30                                   | 16                                      | 32                      | 19                         | –                   | –                      | –                        | –                        | –                     | –                        | –                        |
| Weronika Kaleta        | –                                    | –                                       | 10                                   | 18                                      | –                       | –                          | –                   | –                      | –                        | –                        | –                     | –                        | –                        |
| Magdalena Kobielusz    | 32                                   | 43                                      | 32                                   | 20                                      | –                       | –                          | –                   | –                      | –                        | –                        | –                     | –                        | –                        |
| Karolina Kukuczka      | 48                                   | 32                                      | –                                    | –                                       | 43                      | 31                         | –                   | –                      | –                        | –                        | 44                    | 42                       | 36                       |
| Aleksandra Mikołajczyk | –                                    | –                                       | 39                                   | 41                                      | –                       | –                          | –                   | –                      | –                        | –                        | –                     | –                        | –                        |
| Weronika Mikołajczyk   | –                                    | –                                       | 41                                   | 42                                      | –                       | –                          | –                   | –                      | –                        | –                        | –                     | –                        | –                        |
| Andżelika Szyszka      | 33                                   | 36                                      | –                                    | –                                       | 20                      | dnf                        | –                   | –                      | –                        | –                        | –                     | –                        | –                        |

### Mężczyźni
| Zawodnik        | Santa Caterina Valfurva 03.12 (SP F) | Santa Caterina Valfurva 04.12 (10 km C) | St. Ulrich am Pillersee 17.12 (SP C) | St. Ulrich am Pillersee 18.12 (20 km F) | Oberstdorf 07.01 (SP C) | Oberstdorf 08.01 (20 km C) | Campra 18.02 (SP F) | Campra 19.02 (20 km C) | Prémanon 04.03 (10 km F) | Prémanon 05.03 (10 km C) | Dobbiaco 17.03 (SP F) | Dobbiaco 18.03 (10 km F) | Dobbiaco 19.03 (15 km C) |
| --------------- | ------------------------------------ | --------------------------------------- | ------------------------------------ | --------------------------------------- | ----------------------- | -------------------------- | ------------------- | ---------------------- | ------------------------ | ------------------------ | --------------------- | ------------------------ | ------------------------ |
| Sebastian Bryja | –                                    | –                                       | 42                                   | 27                                      | 44                      | 38                         | –                   | –                      | –                        | –                        | 20                    | 39                       | 49                       |
| Robert Bugara   | –                                    | –                                       | 28                                   | 45                                      | 33                      | 47                         | –                   | –                      | –                        | –                        | 63                    | 55                       | 45                       |
| Mateusz Haratyk | 40                                   | 27                                      | 27                                   | 35                                      | 32                      | 27                         | –                   | –                      | –                        | –                        | 62                    | 65                       | dnf                      |
| Michał Skowron  | –                                    | –                                       | 44                                   | 58                                      | –                       | –                          | –                   | –                      | –                        | –                        | 51                    | 47                       | 51                       |